# Teresa Adamek-Guzik
Teresa Adamek-Guzik (ur. 11 września 1939 w Sułkowicach, zm. 29 kwietnia 2008 w Krakowie) – prof. dr hab. med., specjalista chorób wewnętrznych i alergologii, od 1993 roku kierowniczka Kliniki i Katedry Chorób Wewnętrznych i Medycyny Wsi w Collegium Medicum Uniwersytetu Jagiellońskiego, która znajduje się w Szpitalu im. J. Dietla w Krakowie. 
Pochowana na Cmentarzu Salwatorskim w Krakowie (kwatera W-5-27).

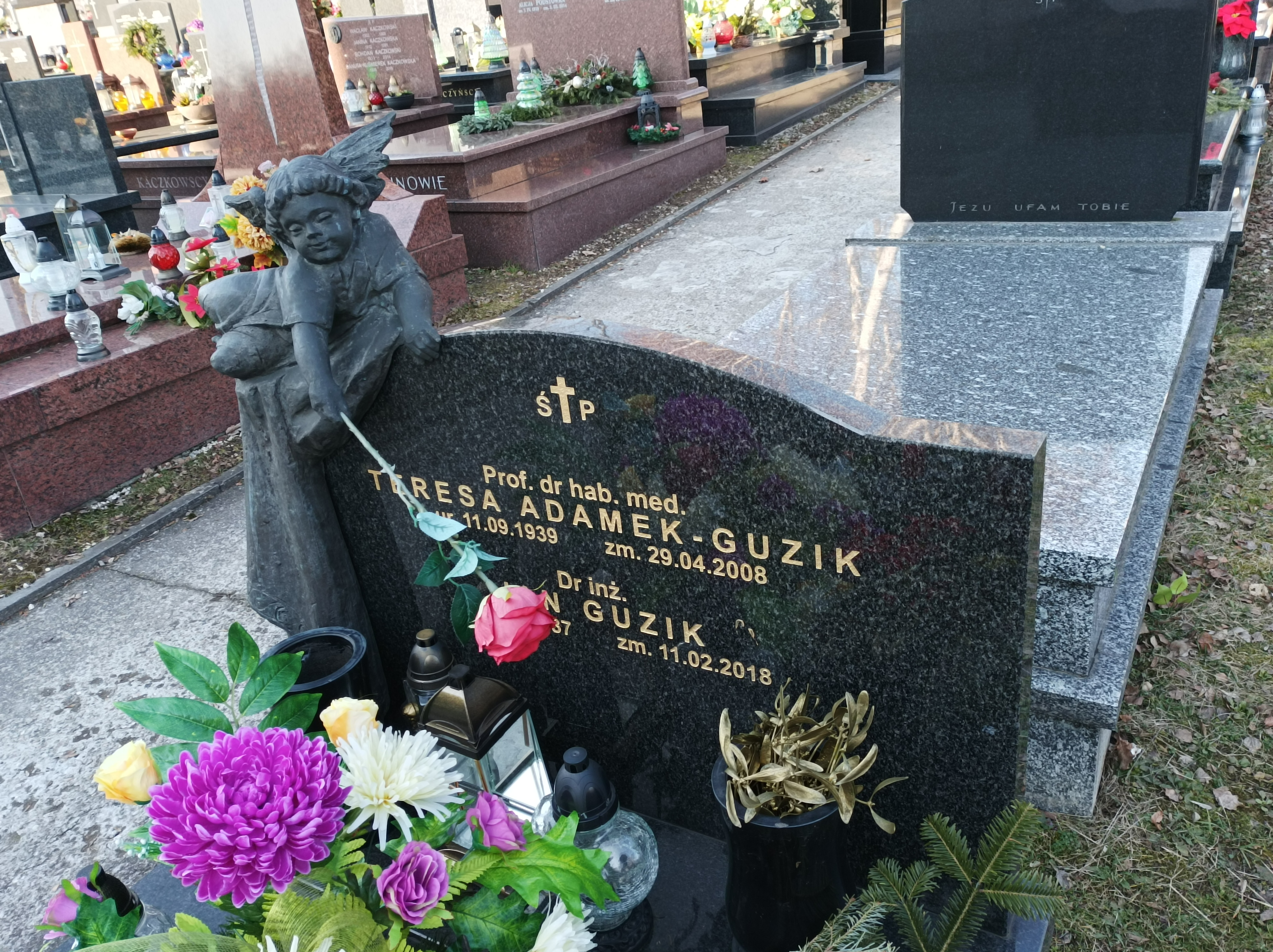
Grób prof. Teresy Adamek-Guzik na Cmentarzu Salwatorskim

## Wybrane publikacje
- Zarys chorób wewnętrznych dla stomatologów (2001)